# Salacia
Salacia é um género botânico pertencente à família Celastraceae.

## Espécies
- Salacia accedens
- Salacia acreana
- Salacia acuminatissima
- Salacia adolphi-friderici
- Salacia affinis
- Salacia brachypoda
- Salacia fimbrisepala
- Salacia mamba
- Salacia miegei
- Salacia oblonga
- Salacia petenensis
- Salacia reticulata

1. ↑  «Salacia — World Flora Online». www.worldfloraonline.org. Consultado em 19 de agosto de 2020